# Donja Brusovača
Donja Brusovača – wieś w Chorwacji, w żupanii karlowackiej, w gminie Vojnić. W 2011 roku liczyła 122 mieszkańców.